# Willi van Hengel

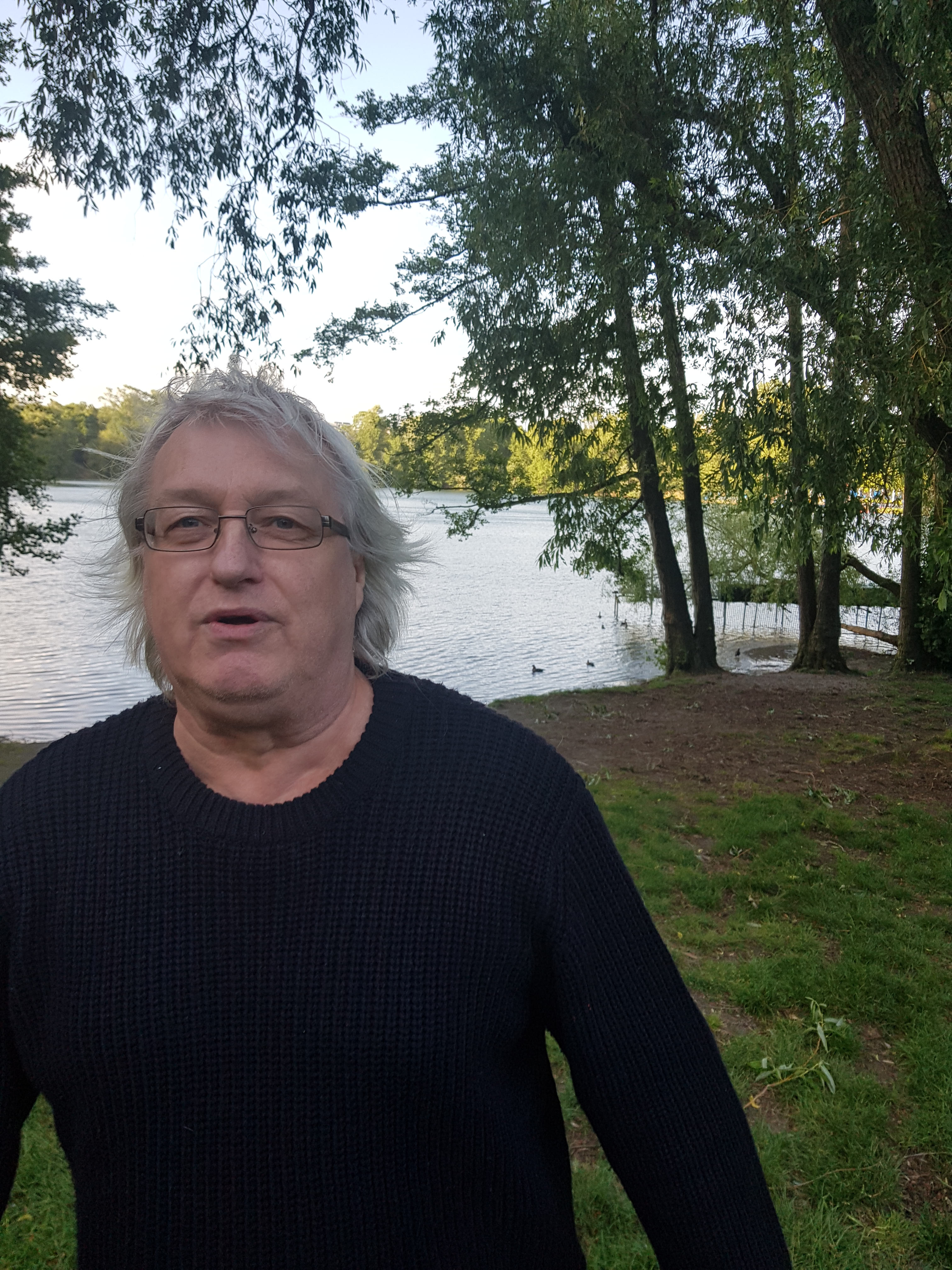
Willi van Hengel, 2022

Willi van Hengel (* 13. Mai 1963 in Oberbruch bei Heinsberg) ist ein deutscher Schriftsteller und Lektor. Er lebt im Berliner Kiez Weißensee.

## Leben
Willi van Hengel machte 1982 in Erkelenz sein Abitur. Nach dem Zivildienst in einer Werkstatt für Behinderte in Oberbruch begann er 1983 in Bonn Philosophie, Germanistik und Politische Wissenschaften zu studieren. Der Titel seiner Magisterarbeit 1991 lautet „Dekonstruktion im Blick auf Nietzsche“ – ein Zusammentreffen von Jacques Derrida mit Nietzsche.
Im Jahr 2006 veröffentlichte van Hengel seinen ersten Roman Lucile – der Versuch, aus Sicht einer Frau zu schreiben. In diesem Briefroman geht es im Wesentlichen um die Gegenüberstellung von autistischem Künstlerdasein und dem Funktionieren-Müssen im alltäglichen Leben.
In seinem zweiten Roman Morbus vitalis (2009) ist der Protagonist van Hengels Alter Ego, der der Frage nachgeht, wer man ist und bleibt, wenn man liebt. 2010 erschien der Gedichtband Wunderblöcke.
2008 zog er nach Berlin an den Weißen See,  wo auch seine beiden Theaterstücke de Janeiro - ein Punk ertrinkt in Weißensee (2018) und flanzendörfer (2021) im Brotfabrik-Theater am Caligariplatz aufgeführt wurden. 2024 veröffentlichte – zum ersten Mal – das Hörbuch Wir werden über die Einfachheit unserer Liebe staunen, zusammen mit Magnus Tautz am E-Piano.
Neben seiner schriftstellerischen Tätigkeit arbeitet van Hengel als Lektor für Verlage sowie im Deutschen Bundestag.

## Theaterstücke
- 2013: Umverfröhlichung, Brotfabrik, Berlin
- 2018: Die Unsterblichkeit der …, Brotfabrik, Berlin
- 2018: Out of Wirklichkeit …, Brotfabrik, Berlin
- 2018: de Janeiro - ein Punk ertrinkt in Weißensee, Uraufführung am 31. Mai 2018 in der Brotfabrik, Berlin; Regie: Jens Heuwinkel
- 2019: Titel: vergessen, Brotfabrik, Berlin
- 2021: flanzendörfer, Uraufführung am 5. September 2021 in der Brotfabrik, Berlin; Regie: Jens Heuwinkel

## Veröffentlichungen
- Lucile. edition LIThaus, Berlin 2006, ISBN 3-939305-08-1, WDR vom 13. Juli 2006, https://vanhengel.de/filme/
- Morbus vitalis. Wiesenburg-Verlag, Schweinfurt 2009, ISBN 978-3-940756-36-7.
- Wunderblöcke. Wiesenburg-Verlag, Schweinfurt 2010, ISBN 978-3-940756-96-1.
- Dieudedet oder Sowas wie eine Schneeflocke (= Zwischen den Stühlen. Bd. 3). p.machinery, Winnert 2022, ISBN 978-3-95765-293-5.
- Wir werden über die Einfachheit unserer Liebe staunen – Hörbuch mit Magnus Tautz, Berlin 2024, Inhaltsangabe bei audible

Kurzgeschichten und Essays van Hengels wurden seit 2007 in verschiedenen Anthologien und literarischen Zeitschriften veröffentlicht.